# Список відомих гравців НФК "Спартак"
Нижче подано список відомих гравців НФК Спартак :

## Перелік гравців
| №.  | Ім'я та прізвище гравця | Громадянство         | Час виступів                  | Чим відомий |
| --- | ----------------------- | -------------------- | ----------------------------- | --- |
| 1.  | Беца Йожеф              | СРСР Україна         | 1951-1953                     | Гравець збірної СРСР 1955-1956 Володар кубку СРСР: 1955 Олімпійський чемпіон: 1956 |
| 2.  | Осусський Іван          | СРСР Україна         | 1957-1958                     | Чемпіон СРСР: 1954 Володар кубку СРСР: 1953 |
| 3.  | Думанський Ярослав      | СРСР Україна         | 1976 1987-1990                | Бронзовий призер юніорського чемпіонату Європи (1977) Чемпіон Європи: (U-18): 1978 Срібний призер молодіжного чемпіонату світу (1979) Чемпіон Європи: (U-21) (1980) Чемпіон СРСР: 1981 Володар кубку СРСР: 1982 |
| 4.  | Яремчук Іван            | СРСР Україна         | 1998                          | Гравець збірної СРСР: 1986-1990 Триразовий чемпіон СРСР (1985, 1986, 1990) Триразовий володар Кубка СРСР (1985, 1987, 1990) Володар Кубка Володарів Кубків (1986)                                               |
| 5.  | Белей Тарас             | СРСР Україна         | 1966-1967 1970-1972 1975-1981 | Зіграв за "Спартак" 372 матчі |
| 6.  | Микулець Емеріх         | СРСР Україна         | 1953-1954 1959-1968           | Зіграв більше 200 матчів за "Спартак" Чемпіон СРСР: 1956, 1958 Володар кубку СРСР: 1958 |
| 7.  | Сорокін Іван            | СРСР                 | 1956-1957                     | Срібний призер чемпіонату СРСР: 1959 |
| 8.  | Зайцев Ігор             | СРСР Україна         | 1963-1964                     | Гравець олімпійської збірної СРСР Володар кубку СРСР: 1957 |
| 9.  | Мокрицький Юрій         | СРСР Україна         | 1999                          | Чемпіон світу (u-16): 1987 Віце-чемпіон Європи (u-17): 1987 |
| 10. | Сенгетовський Золтан    | СРСР                 | 1957-1958                     | Чемпіон СРСР: 1949 |
| 11. | Чернишов Володимир      | СРСР Росія           | 1956                          | Чемпіон СРСР: 1952, 1953 Володар кубку СРСР: 1950 |
| 12. | Вернидуб Юрій           | СРСР Україна         | 1988-1989                     | Володар кубку Росії:1998-99 |
| 13. | Москвін Валентин        | Україна              | 1985-1988                     | Гравець збірної України 1992 |
| 14. | Ватаманюк Ярослав       | Україна              | 1992-2000                     | Гравець збірної України |
| 15. | Турянський Сергій       | Україна              | 1987-1988 1989 1992-1996      | Зіграв 165 матчів за "Спарта" Гравець збірної України |
| 16. | Старостяк Михайло       | Україна              | 1993-1995                     | Чемпіон України: 2001/02 Гравець збірної України 1997-2004 |
| 17. | Юрченко Микола          | Україна              | 1987 1990 1993-1995           | Гравець збірної України 1994 |
| 18. | Максимюк Роман          | Україна              | 1991 1995-1997                | Гравець збірної України 1998-2002 Володар Кубка Росії 1999 року |
| 19. | Григорчук Роман         | Україна              | 1988 1991-1994 1994-1995      | Найкращий бомбардир першої ліги чемпіонату України: 1992–1993 (26). |
| 20. | Зуєнко Микола           | Україна              | 1995-2002                     | Чемпіон України: 1992/93 Володар кубку України: 1992/93 |
| 21. | Волосянко Микола        | Україна              | 1989 1992-1993                | Гравець збірної України 1996 Чемпіон України: 1996/97 Володар кубку України: 1997/98 |
| 22. | Чертоганов Олександр    | Україна Азербайджан  | 2004                          | Гравець збірної Азербайджану: 2006-2013 Чемпіон Азербайджану: 2009/10 Влодар Кубка Азербайджану: 2004/05 |
| 23. | Мамедов Фізулі          | Азербайджан          | 1996                          | Гравець збірної Азербайджану: 1998-2003 |
| 24. | Хомин Андрій            | Україна Туркменістан | 1988 1989-1993 1996 1999      | Гравець збірної України: 1993-1995 Гравець збірної Туркменістану: 1998 Чемпіон України: 1993/94, 1994/95, 1995/96 Володар Кубка України: 1994/95                                                                |
| 25. | Зав'ялов Андрій         | Україна Туркменістан | 1996-1997                     | Чемпіон України: 1992/93, 1993/94 Володар кубку України: 1992/93 Гравець збірної Туркменістану: 1998-1999 |
| 26. | Сосенко Костянтин       | Україна Туркменістан | 1999-2000                     | Гравець збірної Туркменістану: 1998 |
| 27. | Кислов Ігор             | Україна Туркменістан | 2002                          | Гравець збірної Туркменістану: 1998 |
| 28. | Лунгу Владислав         | Молдова              | 1999                          | Гравець збірної Молдови: 1999-2004 |
| 29. | Комльонок Віктор        | Молдова              | 2004                          | Гравець збірної Молдови: 2001-2009 Чемпіон Молдови: 2001-02, 2002-03, 2003-04 Володар кубку Молдови: 2001-02 Володар Суперкубку Молдови: 2003                                                                   |
| 30. | Ковальчук Петро         | Україна              | 2005-2007                     | Чемпіон Таджикистану: 2015, 2016 Володар Кубка Таджикистану: 2015, 2016 Володар Суперкубка Таджикистану: 2015, 2016                                                                                             |
| 31. | Мінтенко Віталій        | Україна              | 1997                          | Чемпіон України: 1992/93, 1993/94 Володар Кубка України: 1992/93 |
| 32. | Романишин Сергій        | Україна              | 1996                          | Чемпіон Албанії: 2002 |
| 33. | Худоб'як Ігор           | Україна              | 2004-2005                     | Володар Кубку Росії: 2013/14 |
| 34. | Шумський Віталій        | Україна              | 1997-1998                     | Футбольний тренер |